# ابو (آنگولا)
ابو (به لاتین: Ebo) یک منطقهٔ مسکونی در آنگولا است که در استان کوانزای جنوبی واقع شده‌است. ابو ۱۶۵٬۱۲۹ نفر جمعیت دارد.